# غونديريك
غونديريك، غونديريك أو غونثاريك ( باللاتينية: Gundericus؛ باللغة الاسبانية: Gunderico)، كان ملك الوندال الهازدينغ من سنة 407 إلى 428. تاريخ ميلاده غير مؤكد. أصبح كذلك ملكًا على الوندال السيلينغ والآلان في عام 418. توفي بالقرب من إشبيلية سنة 428.

## سيرة

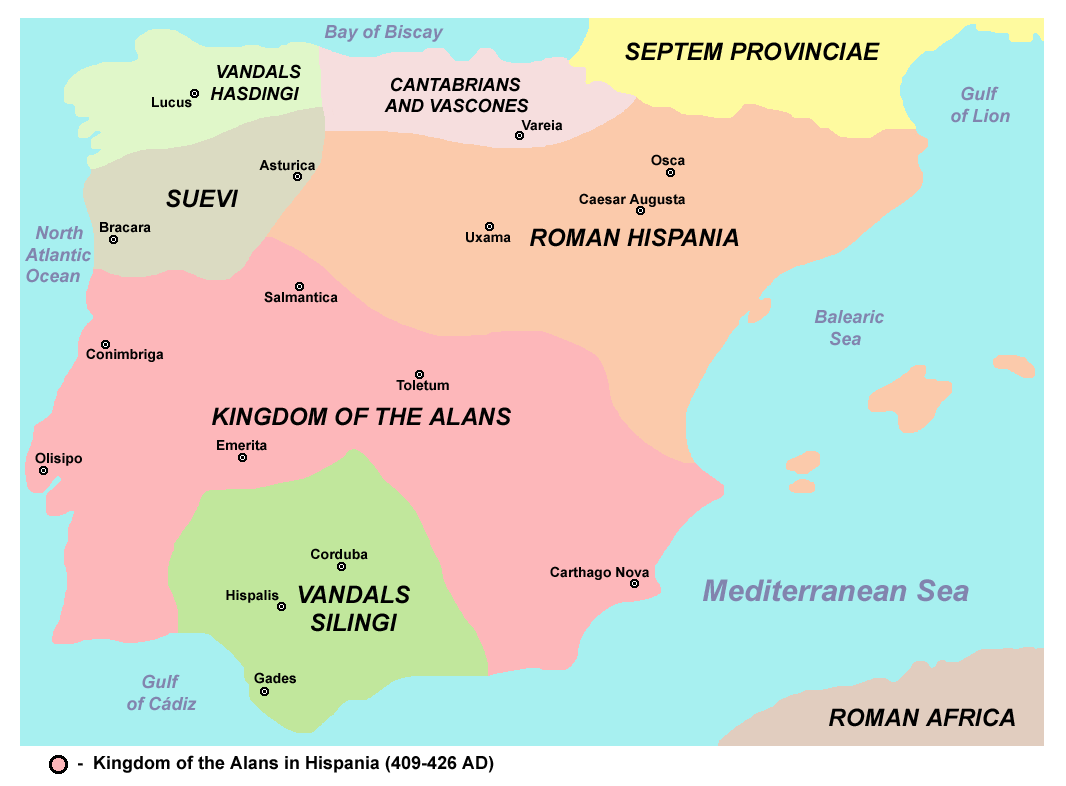
شبه الجزيرة الأيبيرية بعد تقسيمها من قبل البرابرة حوالي عام 415.

غونديريك هو الابن الشرعي والوريث للملك غوديغيسيل. قُتل الأخير في المعركة أثناء مواجهته لقوات الفرنجة المجندة لخدمة روما أثناء عبور نهر الراين إلى جانب السويبيين والآلان في ليلة رأس السنة الجديدة 406-407. ومع ذلك، يرى كل من فريغيريد وإيسيدور، المؤرخان الرومانيان في ذلك الوقت (بالنسبة لإيسيدور في القرن السابع)، أن غوديغيسيل توفي في 24 أغسطس 410. بغض النظر عن سنة وفاته، فمن المعتقد أنه مات أثناء معركة بين الوندال والفرنجة، حيث لقي 20,000 من جنوده مصرعهم. وتم إنقاذ الوندال بفضل مساعدة سلاح الفرسان الثقيل التابع للألان.
بعد أن نجا من هذه المعركة، أصبح غونديريك ملكًا للوندال الهازدينغ. مع استمرار تحالفه مع السويبيين والألان، عبر بلاد الغال، التي نهبها لمدة عامين، قبل أن يجتاز جبال البرانس في عام 409. وفي هيسبانيا ، التي نهبها أيضًا، كان عليه أن يواجه القوط الغربيين، الذين وصلوا إلى بلاد الغال في عام 412 وأوكلت إليهم من قبل روما مهمة محاربة الوندال وحلفائهم.
عند وصولهم إلى هيسبانيا، استولى الوندال الهازدينغ من جونديريك على جزء من غاليسيا لأنفسهم. واستولى السويبيين على الجزء الآخر من غاليسيا، واستولى الآلانيون على لوسيتانيا وقرطاجينيا، واستولي الوندال السيلينغ على بايتيكا. يقول كريستيان كورتوا، المتخصص في تاريخ شمال أفريقيا القديمة، إن وفقًا لأوروسيوس، طلب ملوك الآلان والوندال والسويبيين من الإمبراطور هونوريوس أن يشرّع استقرارهم في إسبانيا من خلال منحهم الوضع المعتاد للحلفاء (الفيديراتي). لكن الحكومة الإمبراطورية فضلت استخدام القوط الغربيين لهزيمتهم.ومع ذلك، وفقًا للمؤرخ بروكوبيوس في القرن السادس، يُقال إن هونوريوس قد وافق على استقرار الوندال التابعين لغوديغيسيل في شبه الجزيرة.
في عام 418 ، تعرضت قبيلة الفاندال السيلينغ، التي استقرت في جنوب شبه الجزيرة الأيبيرية في مقاطعة بايتيكا (الأندلس الحالية)، لهزيمة على يد القوط الغربيين. ونتيجة لذلك، قررت الخضوع لسلطة غونديريك الذي أصبح ملكًا لكل من الهازدينغ والسيلينغ. كما تعرض الألان أيضًا لمذبحة على يد القوط الغربيين، فقرروا بدورهم الانضمام إلى حكم غونديريك، الذي تبنى منذ ذلك الحين لقب "ملك الفاندال والألان.
في وقت مبكر من عام 419، هاجم غونديريك السويبيين. استغل حاكم إسبانيا، أستيريوس، هذا الانقسام ودعم السويبيين في صراعهم. ومع ذلك، لم يتمكنوا من منع الوندال من دخول بايتيكا.
في عام 422، تم إرسال كاستينوس، وهو قائد عسكري، لهزيمة الوندال في بايتيكا. كان كاستينوس يمتلك جيشًا كبيرًا مدعومًا بحلفاء من السويبيين. ومع ذلك، لم يتمكن من القضاء عليهم، حيث خانه السويبيون، كما أنه قلل من شأن الوندال الهازدينغ الذين واصلوا تدمير إسبانيا الرومانية. بحيث أصبحت بايتيكا وقرطاجنة مفتوحتين أمام الوندال.
منذ عام 425 غزا غونديريك بايتيكا، واستولى على قرطاجنة ونهب جزر البليار وموريطنية. في عام 428، استولى الوندال على مدينة هيسباليس، المعروفة اليوم باسم مدينة إشبيلية. وفقًا لهيشيدوس من تشافيس، أسقف غاليسيا في القرن الخامس، فإن غندريك توفي فجأة، متأثرًا بعقاب إلهي، إما بعد أن دنس كنيسة القديس الشهداء في إشبيلية أو بعد تحويل الكنيسة إلى كنيسة آريوسية. وفقًا للشائعات التي نقلها بروكوبيوس القيصري، تم القبض على غونديريك وإعدامه من قبل الجرمان الآخرين، ربما السويبيين، أو تم اغتياله على يد أخيه غير الشقيق جنسريق، الذي تولى السلطة. في وقت لاحق، أمر هذا الأخير بإعدام زوجة غونديريك من خلال رميها حية في نهر الرمال الذي يمر عبر قسنطينة، مع حجر حول عنقها.
عند وفاته، كان لغونديريك عدة أطفال ومنهم على الأقل ابن واحد شرعي. فإن أخاه غير الشقيق جنسريق هو الذي سيخلفه وفقًا لقاعدة "التانستري". هذه القاعدة تنص على أن السلطة تنتقل إلى وريث واحد، غالبًا الأكبر سناً في العائلة. في هذه الحالة كان جنسريق. فمن المحتمل أن يكون جنسريق قد قتل أطفال غونديريك لضمان شرعيته.

### مقالات ذات صلة
- سقوط الإمبراطورية الرومانية الغربية
- عصر الهجرات
- وندال